# 트루비전 TGA
TGA는 트루비전사의 타가보드를 위하여 개발된 래스터 그래픽 파일 포맷이다. 정식 명칭은 트루비전 TGA(Truevision TGA)이며, 단순히 "TGA 파일 포맷", "타가 파일 포맷"으로 부르기도 한다. TGA 파일의 확장자는 PC 도스/윈도우 계열과 OS X (확장자를 사용하지 않는, 오래된 매킨토시 시스템에는 "TPIC" 타입 코드를 사용했다)에서 ".tga"라는 확장자를 사용한다. 1~32비트 컬러까지 저장할 수 있으며, 손실없는 RLE 압축방식을 지원한다. 1989년, 업데이트 이후로 변화가 없지만 3D 그래픽 분야에서는 여전히 사용된다.
하이컬러/트루컬러 디스플레이를 지원하는 IBM 호환 PC를 위한 첫번째 그래픽 카드인 트루비전사의 타가(TARGA), 비스타(VISTA) 보드의 기본 포맷이다. 이 그래픽 카드 계열은 개인용 컴퓨터를 통한 전문 컴퓨터 이미지 합성과 영상 편집을 위해 고안되었으며, 이러한 까닭에 TGA 이미지의 일반적인 해상도는 NTSC와 PAL 영상 포맷의 해상도와 일치한다.
타가(TARGA)는 트루비전 고급 래스터 그래픽스 어댑터(Truevision Advanced Raster Graphics Adapter)의 준말이며, TGA는 트루비전 그래픽스 어댑터를 간단히 부르는 것이다.
TGA 파일들은 특허로부터 방해가 거의 없고 도입하기 쉽고 단순하다는 장점이 있어 널리 쓰이고 있다. 이러한 까닭으로 비디오 게임 분야에서도 텍스처, 스크린샷 저장 기능 등을 통해 쉽게 찾을 수 있다.
타가 이미지에 쓰이는 압축 방식은 디지털 사진과 같은 수많은 색 변화가 있는 그림을 압축할 때 그리 좋은 결과를 보이지 않는다. 그러나 텍스처와 단순한 이미지에는 압축률이 좋다.